# Опельт (лунный кратер)
Кратер Опельт (лат. Opelt) — останки крупного ударного кратера в северной части Моря Облаков на видимой стороне Луны. Название присвоено в честь немецких астрономов Фридриха Вильгельма Опельта (1794—1863) и Отто Морица Опельта (1829—1912); утверждено Международным астрономическим союзом в 1935 г.

## Описание кратера
Ближайшими соседями кратера являются кратер Дарне на западе-северо-западе; кратер Герике на северо-востоке; кратер Гулд на юге; кратер Буллиальд на юго-западе и кратер Любинецкий на западе-юго-западе. На северо-востоке от кратера располагается Море Познанное; на севере - борозды Опельта. Селенографические координаты центра кратера 16°19′ ю. ш. 17°38′ з. д. / 16,32° ю. ш. 17,64° з. д., диаметр 48,7 км, глубина 280 м.
Кратер Опельт полностью затоплен лавой, над поверхностью которой возвышаются лишь остатки вершины вала и отдельных его пиков. В северной части вала имеется широкий разрыв, несколько узких разрывов находятся также в южной и юго-восточной части. Лучше всего сохранилась западная часть вала, в южной части которой находится маленький сателлитный кратер Опельт E. Юго-западную часть чаши пересекает невысокая складка местности.

## Сателлитные кратеры
| Опельт | Координаты                                            | Диаметр, км |
| ------ | ----------------------------------------------------- | ----------- |
| E      | 17°02′ ю. ш. 17°55′ з. д. / 17,04° ю. ш. 17,91° з. д. | 7,4         |
| F      | 18°05′ ю. ш. 18°48′ з. д. / 18,09° ю. ш. 18,8° з. д.  | 4,0         |
| G      | 16°51′ ю. ш. 17°17′ з. д. / 16,85° ю. ш. 17,29° з. д. | 3,7         |
| H      | 15°49′ ю. ш. 17°20′ з. д. / 15,82° ю. ш. 17,34° з. д. | 2,7         |
| K      | 13°37′ ю. ш. 17°05′ з. д. / 13,62° ю. ш. 17,09° з. д. | 4,2         |

- Сателлитный кратер Опельт E включен в список кратеров с темными радиальными полосами на внутреннем склоне Ассоциации лунной и планетарной астрономии (ALPO)[4].

## См.также
- Список кратеров на Луне
- Лунный кратер
- Морфологический каталог кратеров Луны
- Планетная номенклатура
- Селенография
- Минералогия Луны
- Геология Луны
- Поздняя тяжёлая бомбардировка